# Claude Brinegar

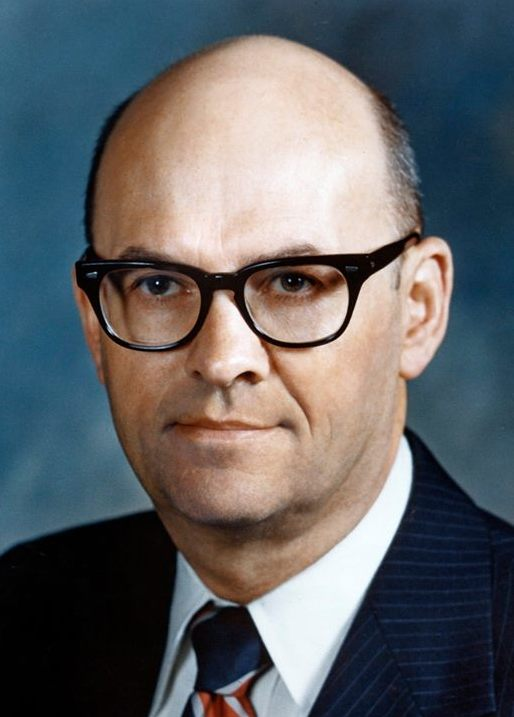
Claude Brinegar

Claude Stout Brinegar (* 16. Dezember 1926 in Rockport, Kalifornien; † 13. März 2009 in Palo Alto, Kalifornien) war ein US-amerikanischer Geschäftsmann und Politiker, der unter den Präsidenten Richard Nixon und Gerald Ford das Amt des Verkehrsministers bekleidete.

## Werdegang
Claude Brinegar diente von 1945 bis 1947 in der US Air Force und begann dann ein Studium an der Stanford University. Er schloss 1950 als Bachelor in Wirtschaftswissenschaften ab, 1951 als Master in Mathematik und Statistik sowie 1953 als Ph.D. in Wirtschaftsforschung. In Stanford gehörte er der Studentengemeinschaft Phi Beta Kappa an. Während seiner Studienzeit arbeitete er unter anderem als Forschungsassistent am Food Research Institute in Stanford sowie als wirtschaftlicher Berater für die Emporium-Capwell Corporation in San Francisco.
1953 nahm Brinegar eine Stelle als Wirtschaftsanalyst bei der Union Oil Company an. Er stieg in diesem Unternehmen kontinuierlich auf, bis er 1965 zu dessen Vizepräsident gewählt wurde. Nach dem Zusammenschluss mit der Pure Oil Company im selben Jahr übernahm er die Präsidentschaft des Pure-Oil-Firmensegments. Später gehörte er dem Board of Directors von Union Oil an.

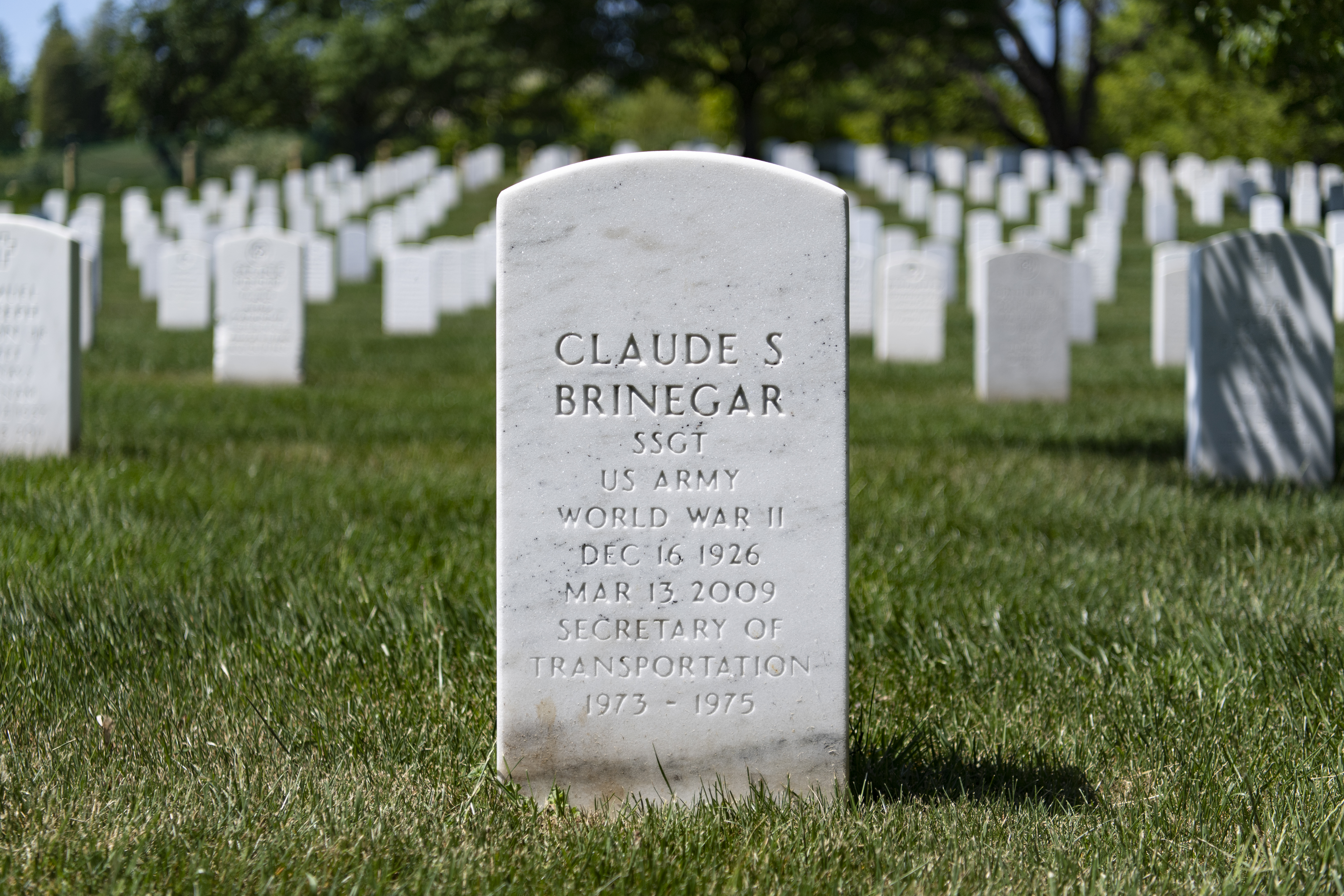
2024

Richard Nixon berief Brinegar am 2. Februar 1973 als Nachfolger von Verkehrsminister John Volpe in sein Kabinett. Nach Nixons Rücktritt übte er den Posten zunächst auch unter dessen Nachfolger Gerald Ford aus. In Brinegars Amtszeit fiel die Ölkrise von 1973. Er regte Reformen an, die der Zusammenbruch mehrerer Eisenbahngesellschaften im Nordosten der USA notwendig gemacht hatte. Er war einer der Gründungsdirektoren der Conrail. Er bemühte sich um eine Neubelebung des Federal Highway Program. Am 1. Februar 1975 legte er seinen Posten nieder, nachdem Präsident Ford erklärt hatte, dass er sich um eine Wiederwahl bemühen werde. Brinegar wollte nur bis zum Ende der Amtsperiode im Kabinett bleiben und machte nun vorzeitig den Weg für seinen Nachfolger William Thaddeus Coleman frei.
Brinegar kehrte zu Union Oil, später Unocal, zurück und war 1992 zuletzt Chief Financial Officer. Im Aufsichtsrat des Unternehmens saß er bis 1995. 1980 war er noch einmal politisch tätig, als er nach dem Wahlsieg von Ronald Reagan das Transitionsteam der Republikaner im Bereich des Verkehrsministeriums leitete. Von 1990 bis 1998 saß er erneut im Aufsichtsrat von Conrail und nach deren Übernahme bis 2002 im Aufsichtsrat der CSX Corporation.